# Jolly (Band)
Jolly ist eine amerikanische Progressive-Rock/Alternative-Rock-Band.

## Geschichte
Die in New York beheimatete Band nennt für ihre Musik Einflüsse von Tears For Fears über Radiohead bis zu Pink Floyd. Die vier Mitglieder lernten sich über Internet-Foren kennen und planten, eine erste EP mit eigenem Material zu veröffentlichen, als das schweizerische Plattenlabel Galileo Records auf ihre bei YouTube verbreitete Musik aufmerksam wurde und ihnen einen Plattenvertrag für eine erste eigene CD anbot. Das dabei entstandene Album Forty Six Minutes, Twelve Seconds Of Music brachte der Band erste Live-Auftritte außerhalb der USA ein – gemeinsam mit Pure Reason Revolution und Riverside – und verschaffte Jolly einen Plattenvertrag mit InsideOut Music.
Auf dem daraufhin veröffentlichten Album The Audio Guide To Happiness Vol. I erfand Jolly die werbewirksame Legende von angeblich das Unterbewusstsein beeinflussenden binauralen Tönen, die den Hörer der Jolly-Musik glücklich machen würden (hierfür wurden ein Professor einer New Yorker Universität und ein Feldversuch an 5000 Studenten angeführt).
Mike Portnoy lud Jolly als Vorband zu Konzerten seiner Supergroup Flying Colors ein.
Ehe das Konzept der zweiteiligen „Anleitung zum Glücklichsein“ vollendet werden konnte, zerstörten die Hochwasser im Gefolge des Hurrikans Sandy Probenraum, Studio und das gesamte Equipment der Band, das sich im Keller des Schlagzeugers und Produzenten Louis Abramson in Queens befunden hatte. Eine Fundraising-Kampagne half der Band bei der Neubeschaffung der Ausrüstung und der Instrumente, woraufhin die zweite CD des Audio Guides 2013 erscheinen konnte; das zeitgleich veröffentlichte Video zu Dust Nation Bleak wurde in den Ruinen des vom Hurrikan verwüsteten Studios gefilmt.
2014 trat die Band auf dem Musikfestival ProgPower Europe auf.
Nach der Trennung von InsideOut Music begann die Band, ihre Alben per Crowdfunding direkt von den Fans finanzieren zu lassen (wie es auch Marillion seit einiger Zeit tun). Die dazu gegründete Plattenfirma heißt – nach Jollys Debütalbum – 46:12 Records.

## Diskografie
- 2009: Forty Six Minutes, Twelve Seconds Of Music
- 2011: The Audio Guide To Happiness Vol. I
- 2013: The Audio Guide To Happiness Vol. II
- 2019: Family (auch als Deluxe Edition mit Bonus-CD)